# ملدرام اسید
اسید ملدرام (به انگلیسی: Meldrum's acid) یک ترکیب شیمیایی با شناسه پاب‌کم ۱۶۲۴۹ است. 